# Elia Dalla Costa
Elia Angelo Dalla Costa (14 de mayo de 1872 - 22 de diciembre de 1961) fue un cardenal de la Iglesia católica italiano. Sirvió como Arzobispo de Florencia desde 1931 hasta su muerte y fue elevado al cardenalato en 1933. En 2017 fue nombrado Venerable.

## Biografía

### Formación
Elia Dalla Costa nació en Villaverla, Véneto, siendo el más joven de cinco hijos. Estudió en los seminarios de Vicenza y Padua.  Terminó sus estudios en 1897.

### Sacerdocio
Fue ordenado sacerdote por el obispo Antonio Feruglio, el 25 de julio de 1895.  Trabajó en una parroquia de la Vicenza, en cuyo seminario también enseñó.

### Episcopado
El 25 de mayo de 1923, Dalla Costa fue nombrado obispo de Padua por el papa Pío XI. Recibió su consagración episcopal el 12 de agosto, en la Catedral de Vicenza. Dalla Costa fue nombrado arzobispo de Florencia el 19 de diciembre de 1931. De enero a mayo de 1932, fue Administrador Apostólico de Padua. 

### Cardenalato
El Papa Pío XI creó cardenal a Dalla Costa de San Marco en el consistorio, de 13 de marzo de 1933. Fue uno de los cardenales electores en el cónclave de 1939, en el que recibió algunos votos, aunque resultó elegido papa Eugenio Pacelli. Más tarde participó en el cónclave de 1958, resultando en la elección de Juan XXIII. Durante la Segunda Guerra Mundial, se le conoció como "el cardenal de la caridad" por ayudar a salvar miles de italianos de la ejecución bajo el régimen fascista.

### Fallecimiento
Dalla Costa falleció a causa de complicaciones pulmonares en Florencia, a los 89 años  y está enterrado en la Catedral de Florencia. En su momento fue el miembro  más antiguo del Colegio cardenalicio. 

#### Proceso de santidad
El 22 de diciembre de 1981, exactamente  veinte años después de su muerte, se abrió su proceso de beatificación.